# 万鸿图
万鸿图（1885年—1960年12月21日），号仞千，河南邓县人。中华民国成立后，先后担任过北京政府参议院议员、孙传芳部秘书长、济南联军陆军军校中将总办、冀东保安纵队李宝章部顾问等职。1947年3月，增补为国民参政会参政员。5月，又被聘为国民政府全国经济委员会委员。1949年，任行政院政务委员。赴台后，曾任总统府国策顾问。